# Hôtel de Malte
L’hôtel de Malte est une demeure médiévale, situé rue des Murs, sur la colline Sainte-Croix, à Metz, propriété de l’ordre de Saint-Jean de Jérusalem de 1565 à la Révolution, tout comme la chapelle Saint-Genest voisine.

## Contexte historique
La bourgeoisie de Metz s’enrichissant, elle fait de la cité une république oligarchique brillante. Les XIIIe et XIVe siècles constituent l’une des périodes les plus prospères dans l’histoire de Metz, qui compte alors près de 30 000 habitants, soit la plus grande concentration urbaine de Lorraine. Ses foires sont très fréquentées et sa monnaie, la première de la région jusqu’en 1300, est acceptée dans toute l’Europe. Preuve de la prospérité des citains, de nombreux hôtels particuliers voient le jour à la fin du Moyen Âge.

## Construction et aménagements
Le site de l'hôtel est occupé de longue date. En 1987, lors de la rénovation de l’hôtel de Malte, des fouilles archéologiques sont entreprises par la direction régionale des antiquités historiques de Lorraine. Le creusement du sol d’un garage avait mis au jour des tessons de poterie romaine. Les fouilles mettent en évidence quatre périodes d’occupation ancienne, dont la plus ancienne remonte à La Tène finale (Ier siècle av. J.-C.), la couche intermédiaire correspond à l’époque augustéenne (63 av. J.-C., 14 après Jésus-Christ) et la couche la plus récente au règne de Tibère ou Claude (entre 14 et 54 après Jésus-Christ). 
La présence des Hospitaliers de l'ordre de Saint-Jean de Jérusalem à Metz au Moyen Âge est confirmée dès 1196 par un document qui atteste que Bertram de Metz leur accorde le fief d’Augny-sous-Grimont. Ils sont tout d’abord installés en place de Chambre dans l’hôpital du Petit Saint-Jean. Un titre conservé jusqu’à la Révolution dans les archives du château de Voulaines-les-Templiers permet d’établir que les Hospitaliers vivaient en communauté dans l’hôpital du Petit Saint-Jean en 1323.

## Donation aux Hospitaliers
Les ravages du siège de Metz par Charles-Quint affectent le patrimoine immobilier des Hospitaliers. De plus la construction de la citadelle de Metz, à partir de 1561, entraine la destruction du monastère de l'église Saint-Pierre-aux-Nonnains, du couvent de Sainte-Marie ainsi que de la maison des Templiers dont l’ordre de Saint-Jean de Jérusalem était devenu propriétaire. C’est en compensation de ces destructions, et du fait que les religieuses de Sainte-Marie avaient été pour leur part dédommagées en recevant l’hôpital du Petit Saint-Jean, qu’André de Saulcière-Thenance, chevalier de l’ordre de Saint-Jean de Jérusalem réclame dédommagement auprès du sieur d’Auzance, lieutenant du roi et gouverneur militaire de Metz. Le 1er mai 1565, l’Ordre obtient donc la chapelle Saint-Genest et l’hôtel qui portera son nom.
Jean-Julien Barbé note le progressif abandon de l’hôtel par les commandeurs : « non seulement ils n’y ouvrirent point d’hospice mais encore ils abandonnèrent cette résidence qui n’avait guère de pompeux que le nom (…) jusque dans les premiers mois de l’année 1790, un fermier du commandeur l’occupa. Il devait dire, le jeudi de chaque semaine une messe dans la chapelle de Saint-Genest. » Notons qu’au XVIIIe siècle, la commanderie de Metz est attribuée à d’importantes personnalités de l’Ordre, successivement Antoine-Théodoric Godet de Soudé, prieur d’Aquitaine, le bailli Jacques-François de Chambray et Antoine Ciriac de Rohan.

## Affectations successives
Sans doute déclarée bien national et vendu en tant que telle, nous savons que la maison est acquise le 22 vendémiaire an IV (14 octobre 1795) par Nicolas Gentil, commissaire des guerres, à François Henry. Les héritiers de celui-là vendent la propriété, le 17 juin 1842, à Benoit Arcelin, chirurgien-major au premier régiment de génie. L’acte notarié nous renseigne sur le bail de Louis-Napoléon Gugnon (1808-?), beau-frère de Laurent-Charles Maréchal (1801-1887) et vitrier comme lui. De fait, les deux beaux-frères ont leur atelier dans cet hôtel de Malte. En parallèle aux activités de la Société des amis des arts, Laurent-Charles Maréchal réunissait l’élite artistique et intellectuelle messine à l’hôtel de Malte en un foyer actif qu’on appelait les Soirées de l’atelier de Maréchal. Le bail décennal de Louis-Napoléon Gugnon, signé le 24 juin 1838 n’a très sans doute pas été renouvelé longtemps puisqu’en 1853, le registre de la population ne mentionne plus la famille Gugnon au 21 rue des Murs et qu’à cette date, Laurent-Charles Maréchal et Louis-Napoléon Gugnon ont transféré leur atelier rue de Paris.
Peu avant 1870, l’hôtel de Malte est vendu au vicomte du Coëtlosquet, pour l’offrir, avec quelques maisons voisines, à l’œuvre caritative fondée par l’abbé Risse. Une ambulance pour les soldats blessés y est installée lors du siège de Metz en 1870.

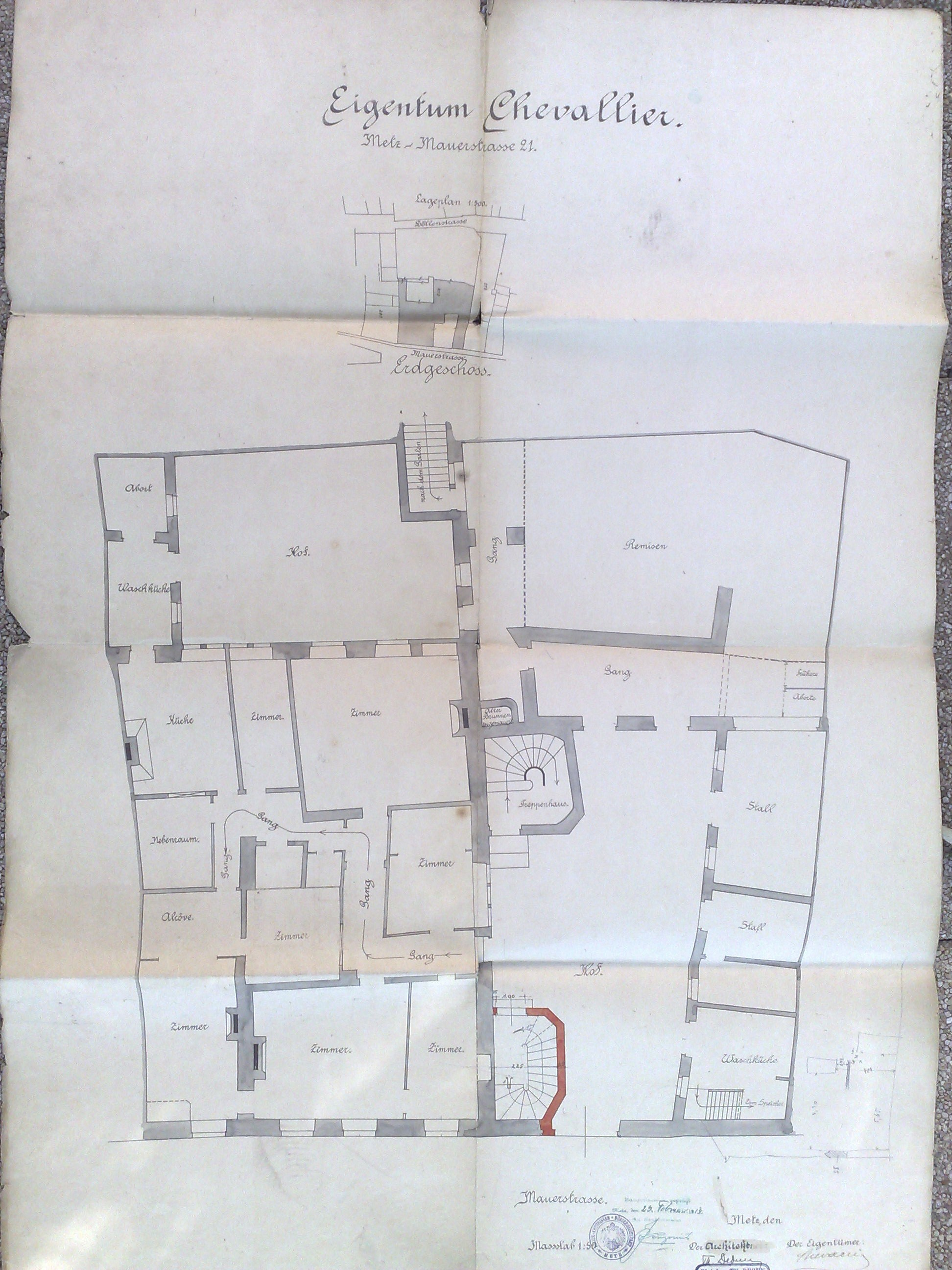
Plan de l’hôtel de Malte, projet pour la construction d’une tourelle.

Une tourelle est construite, en 1914, ainsi qu’en attestent les plans expédiés au Commissariat à la construction envoyé par le propriétaire d’alors, Alexandre Chevalier, professeur. Elle se dresse dans la cour donnant sur la rue des Murs pour y abriter salle de bain et escalier d’accès (la tourelle sera détruite en 1991, lors des travaux de restauration, afin de rétablir les façades Renaissance originales). En 1933, le propriétaire, Alexandre Chevalier, continue son œuvre modernisatrice en construisant un garage qui a pour conséquence de masquer les arches anciennes qui ornaient la façade. Marie-Françoise Chevalier, la fille d’Alexandre, épouse René-Jules-Charles Clodot.

## Réhabilitation
En 1970, un projet de « réhabilitation » de l’hôtel de Malte, qui prévoit la destruction des bâtiments vétustes dont le cachet historique n’intéresse plus grand monde, et la construction de deux immeubles bétonnés, reçoit l’agrément de la mairie de Metz, via sa commission municipale d’urbanisme. On peut supposer que l’investissement a été trop lourd pour les héritiers en indivision qui, en 1976, vendent l’hôtel de Malte. Ses acquéreurs entreprennent de restaurer la demeure, dans le respect de son caractère historique. Leurs efforts seront récompensés puisque la restauration attentive met au jour plafond à la française, cheminée en pierre de taille blasonnée, structure à pans de bois datant du XIVe siècle ornée de peinture murale et des fenêtres à tympan trilobé (autrefois dissimulés sous l’enduit). L’hôtel de Malte est classé à l’inventaire supplémentaire des monuments historiques, le 30 octobre 1989.